# ويليام بينيت فلمنج
ويليام بينيت فلمنج (بالإنجليزية: William Bennett Fleming)‏ هو محامي وقاضي وسياسي أمريكي، ولد في 29 أكتوبر 1803، وتوفي في 19 أغسطس 1886. حزبياً، نشط في الحزب الديمقراطي. وقد انتخب عضو مجلس النواب الأمريكي.